# Ben Brantley
Benjamin D. Brantley, detto Ben (Durham, 26 ottobre 1954), è un critico teatrale e giornalista statunitense.

## Biografia
Nato nel North Carolina, Ben Brantley ha studiato letteratura inglese al Swarthmore College. Ha iniziato la carriera giornalistica nel 1975 con il Winston-Salem Sentinel, diventando poi editore di The Village Voice e reporter da Parigi per il Women's Wear Daily. Tornato negli Statu Uniti nel 1985 lavorò per qualche tempo come giornalista freelance per Elle, Vanity Fair e The New Yorker, prima di diventare critico teatrale per il New York Times nel 1993. Tre anni dopo fu promosso a critico teatrale principale del New York Times, un ruolo che ha ricoperto per ventiquattro anni fino all'ottobre 2020. The Guardian lo ha definito il critico teatrale più influente negli Stati Uniti.
Brantley è dichiaratamente gay.